# Mad Decent
Mad Decent är ett skivbolag med musikproducenten Diplo i framspetsen.

## Artister
- Astronomar
- Baauer
- Bert on the Beats[1]
- Boaz van de Beatz[2]
- Blaqstarr
- Bonde do Rolê
- Bosco Delrey
- Buraka Som Sistema
- Branko
- Bro Safari
- Cadenza & Nasher
- Clockwork
- Crookers
- Dawn Golden & Rosy Cross
- Derek Allen
- Dillon Francis
- Diplo
- DJ Sega
- DJ Snake
- Djemba Djemba
- Douser
- Elliphant
- ETC! ETC!
- Expendable Youth
- Faustix & Imanos
- Flosstradamus
- Foxsky
- Funkin Matt
- Gent & Jawns
- Grandtheft
- GTA
- Jahan Lenn☮n[1]
- Joelito
- Juyen Sebulba
- Kennedy Jones
- Kito & Reija Lee
- Lady Bee
- LIZ
- Lockah
- Major Lazer
- Maluca
- Mitch Murder
- Mr. Carmack
- Mumdance
- Munchi (DJ)|Munchi
- Oliver Twizt
- Paper Diamond
- The Partysquad
- Paul Devro
- Phat Deuce
- Pheo
- POPO
- Raf Riley
- The Reef
- Riff Raff (rapper)|Riff Raff
- Savage Skulls
- Schlachthofbronx
- Shaun-D
- The Count & Sinden|Sinden
- Slick Shoota
- Snoop Lion
- South Rakkas Crew
- Swick
- Swizzymack
- Three Loco
- Toadally Krossed Out
- Toy Selectah
- UZ
- Valentino Khan
- Vato Gonzalez
- Vjuan Allure[1]
- Wax Wreckaz
- Wiwek
- Yellow Claw (DJs) |Yellow Claw[1]
- Zebra Katz
- Zeds Dead